# Ximena Duque
 (septembre 2020).
Ximena Duque-Adkins, née le 30 janvier 1985, est une actrice et mannequin colombienne. 
Elle est née à Cali, Valle del Cauca, en Colombie. Elle est partie s'installer à Miami à l'âge de 12 ans avec sa mère, là où elle a commencé à étudier le cinéma, la diction et la neutralisation de l'accent. Ximena a un fils, né le 16 mai 2004 avec l'acteur, chanteur et mannequin Christian Carabias qu'elle a fréquenté de 2003 à 2008, qui se nomme d'ailleurs Cristán Carabias Duque. De 2010 à 2016, elle sort avec l'acteur Carlos Ponce. Ils annoncent leur séparation au début de l'année 2016. On apprend fin 2016 qu'elle sort avec l'homme d'affaires Jay Adkins. En 2017, elle se marie avec Jay Adkins et le couple attendent leur premier enfant. Le 14 janvier 2018, Ximena Duque met au monde leur fille, Luna Adkins. Depuis quelques mois on sait que Ximena est enceinte de son troisième enfant et que ce sera encore une petite fille. Le 06 février 2021, après 20 heures de travail et quelques complications, elle met au monde (par césarienne) Skye Adkins.

## Biographie

### Ses débuts à la télévision
En 2010, elle participe à la telenovela Bella calamidades, une nouvelle version de Cinderella Story. La même année, elle apparaît dans le casting de Alguien te mira. 
Elle interprète le rôle de Carola Conde dans la telenovela La Casa de al Lado tournée entre 2011 et 2012. La même année, elle joue dans Corazón valiente le rôle de Samantha Sandoval Navarro, une garde du corps, sœur d'Angela Valdez. 
En 2013, elle incarne Inés Robledo dans la telenovela Santa Diabla. En 2014, elle joue dans une Mininovela Villa Paraiso dans le rôle principal de Cristina Vidal aux côtés de l'acteur David Chocarro. 
En 2015, elle intègre le casting de la narconovela Dueños del paraíso dans le rôle d'Erica San Miguel. En 2016, elle fait une participation spéciale dans la telenovela ¿Quién es quién? en interprétant Clarita. La même année, elle joue Blanca dans le soap américain Des jours et des vies. À la fin du mois d'avril 2016, elle annonce avoir fait une série numérique intitulée Clarita avec l'acteur Fabián Ríos.
En 2017, elle joue le rôle de Adriana Zubizarreta dans la telenovela La Fan.

## Telenovelas / Séries
| Année     | Titre                 | Personnage                                                |
| --------- | --------------------- | --------------------------------------------------------- |
| 1995      | Maria la del barrio   | Ana                                                       |
| 2005      | Soñar no cuesta nada  | Jenny                                                     |
| 2007      | Pecados ajenos        | María Aguilar                                             |
| 2008      | Valeria               | Ana Lucía Hidalgo                                         |
| 2008      | El rostro de Analía   | Camila Moncada                                            |
| 2009      | Victorinos            | Diana Gallardo                                            |
| 2010      | Bella calamidades     | Angelina                                                  |
| 2010      | Alguien te mira       | Camila Wood                                               |
| 2011      | Sacrificio de mujer   | María Gracía Exposito                                     |
| 2011-2012 | La casa de al lado    | Carola Conde                                              |
| 2012-2013 | Corazón valiente      | Samantha Sandoval Navarro / Samantha Valdez Navarro/ Sami |
| 2013-2014 | Santa Diabla          | Inés Robledo †                                            |
| 2014      | Villa paraíso         | Cristina Vidal                                            |
| 2015      | Dueños del paraíso    | Erica San Miguel                                          |
| 2015-2016 | ¿Quién es Quién?      | Clarita / Blanca Altamira                                 |
| 2016      | Des jours et des vies | Blanca                                                    |
| 2016      | Clarita               | Clarita                                                   |
| 2017      | La fan                | Adriana Zubizarreta                                       |